# Bronisław Hieronim Gładysz

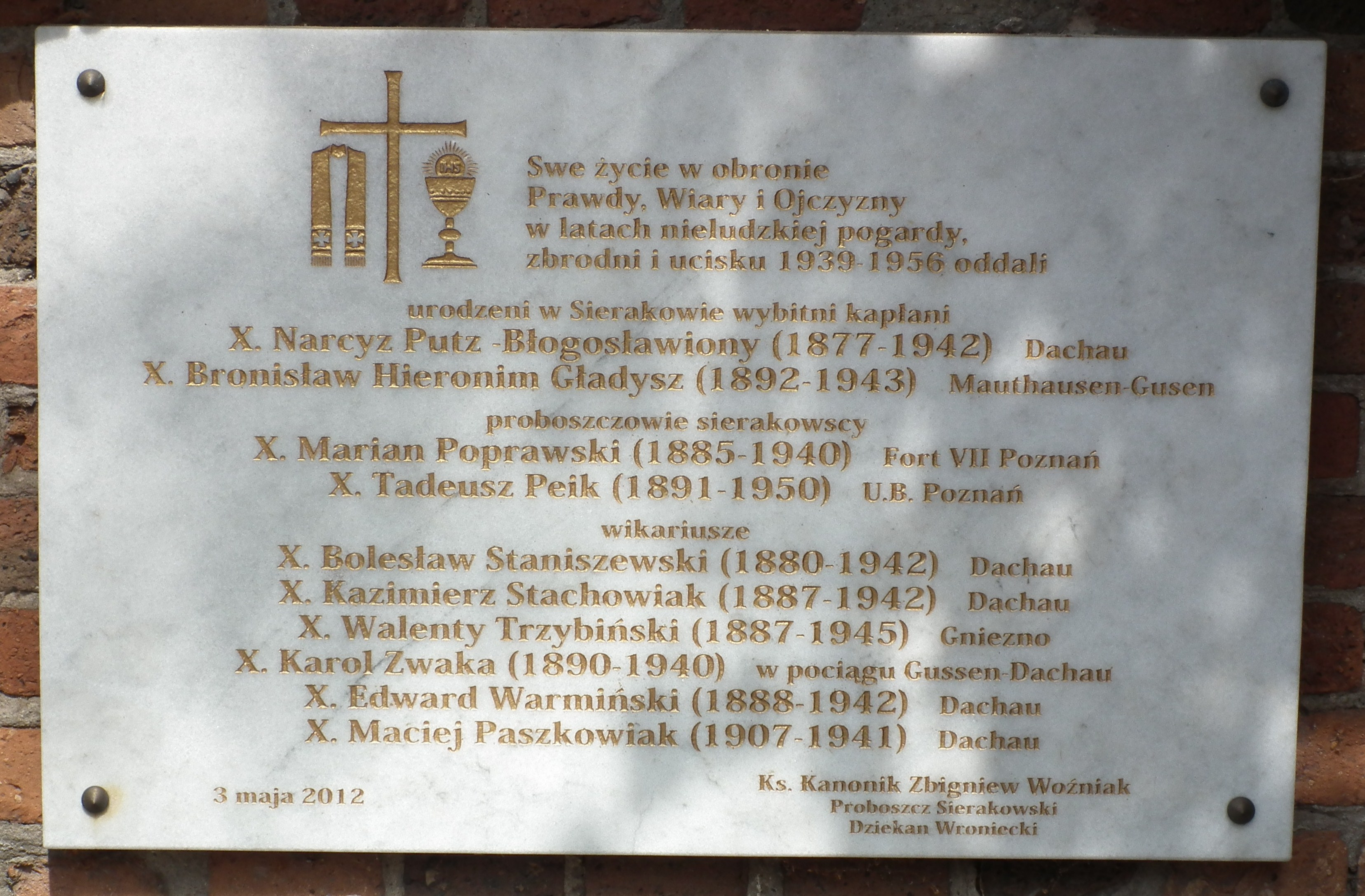
Zbiorowa tablica w Sierakowie

Bronisław Hieronim Gładysz (ur. 3 września 1892 w Sierakowie, zm. 19 czerwca 1943 w Mauthausen-Gusen – ksiądz katolicki, badacz łaciny średniowiecznej, docent Uniwersytetu Poznańskiego, powstaniec wielkopolski , członek polskiego ruchu oporu w czasie II wojny światowej.

## Życiorys
Bronisław Hieronim Gładysz urodził się 3 września 1892 roku w Sierakowie nad Wartą, w rodzinie Adama, piekarza, oraz Teodozji z Sokołowskich. Uczył się w gimnazjum klasycznym w Gnieźnie. W tym okresie działał także aktywnie w Towarzystwie Tomasza Zana . Egzamin maturalny zdał w 1911 roku, po czym wstąpił do seminarium duchownego. Studiował w Poznaniu i Gnieźnie. 13 lutego 1916 roku został wyświęcony na prezbitera w archikatedrze gnieźnieńskiej .
W okresie od 1 kwietnia 1916 do 30 czerwca 1918 r. był wikariuszem w parafii św. Marcina w Poznaniu, a od 1 lipca 1918 do 30 września 1920 r. w parafii św. Marcina Biskupa w Szkaradowie. W 1918 r. pełnił tę funkcję także w kościele Najświętszej Maryi Panny Niepokalanie Poczętej na Głównej – filii parafii św. Jana Jerozolimskiego za Murami w Poznaniu. Jednocześnie od 1916 r. był kapelanem wojskowym oraz szpitalnym  . W latach 1916–1918 był kapelanem niemieckiego 7 Pułku Zapasowego Piechoty. W listopadzie 1918 r. został przewodniczącym Rady Chłopskiej i Żołnierskiej w Szkardowie. Tam też współzorganizował ochotniczy oddział powstańców wielkopolskich. W latach 1919–1920 był kapelanem 10 Pułku Strzelców Wielkopolskich (68 Pułku Piechoty) . Uczestniczył w powstańczych walkach o Szubin w 1919 r. oraz w bitwie warszawskiej . W 1920 r. był prefektem żeńskiego gimnazjum w Ostrowie Wielkopolskim i wikariuszem w tym mieście oraz w Chojnicy i parafii Najświętszej Maryi Panny Wniebowziętej w Kopanicy  . 5 maja 1922 roku został administratorem parafii św. Antoniego Padewskiego w podpoznańskiej Starołęce (Małej) (od 1925 r. w granicach miasta Poznania), której ostatecznie 10 lipca 1933 r. został proboszczem .
W 1922 roku podjął dodatkowe studia filologiczne oraz muzykologiczne na Uniwersytecie Poznańskim, na którym później także uzyskał dalsze stopnie naukowe. Doktoryzował się w 8 lutego 1926 roku na podstawie rozprawy dotyczącej twórczości Macieja Sarbiewskiego, po czym w 1932 roku otrzymał habilitację. Został w ten sposób pierwszym w Polsce docentem i wykładowcą średniowiecznej literatury łacińskiej. W 1928 roku został sekretarzem Komisji Teologicznej Poznańskiego Towarzystwa Przyjaciół Nauk . Był członkiem komitetu pierwszego zjazdu powstańców wielkopolskich o nazwie Zlot Obrońców Wielkopolski, Pomorza i Śląska, który odbył się 30 lipca 1937 r. w Poznaniu.
W trakcie niemieckiej okupacji współpracował w konspiracji ze Stronnictwem Narodowym oraz Narodową Organizacją Bojową . W wyniku zdekonspirowania starołęckiej grupy został aresztowany przez Gestapo 18 lipca 1941 roku. Podczas sesji wyjazdowej w Zwickau niemieckiego sądu w Poznaniu został skazany 14 maja 1942 roku na 5 lat więzienia za przygotowywania zbrojnego powstania przeciw Rzeszy . Więziono go w poznańskim Forcie VII, Wronkach, Zwickau, Rawiczu. Ostatecznie trafił do obozu koncentracyjnego Mauthausen-Gusen, gdzie zginął 19 czerwca 1943 roku.
Ks. Bronisław Gładysz został uczczony na Pomniku Polskiego Państwa Podziemnego w Poznaniu. Jego imieniem nazwano także jedną z ulic Legnicy.

## Twórczość
Tworzył w językach polskim, łacińskim, francuskim i niemieckim. Swoje rozprawy i recenzje dotyczące łacińskiej hymnografii średniowiecznej, hagiografii, rymotwórstwa, dramatu średniowiecznego publikował w Polsce i za granicą. Łącznie ukazało się ich ok. 50.
Wybrane publikacje pionierskich prac:
- X. Sarbiewski a reforma hymnów brewiarzowych Urbana VIII (1927)[10]
- Officum in Gratiaum Actione pro Victoria Chocimensi (1928)[11]
- Dogmatyczne teksty w poetyckich utworach Seduliusa. Studjum z historji dogmatów V wieku (1930)[12]
- O łacińskich hymnach kościelnych z polskich źródeł średniowiecznych (1930)[2]
- De extremis quibus Seduliana carmina ornantur verborum syllabis inter se consonantibus (1931)[13]
- Hymny brewjarza rzymskiego oraz patronału polskiego. Przekład i objaśnienia (1933)[14]
- O łacińskich oficjach rymowanych z polskich źródeł średniowiecznych (1933)[2]
- Łacińskie sekwencje mszalne z polskich źródeł średniowiecznych (1937)[15]

## Odznaczenia
- Medal Niepodległości[16]